# Alvin Langdon Coburn
Alvin Langdon Coburn (Boston, 11 giugno 1882 – Rhos-on-Sea, 23 novembre 1966) è stato un fotografo statunitense.
È stato una figura chiave nello sviluppo del pittorialismo americano. È stato il primo importante fotografo a comprendere il potenziale visuale di un punto di osservazione elevato. Nel suo ultimo periodo ha scattato alcune delle prime fotografie completamente astratte.

## Biografia

### Giovinezza (1882–1899)
Coburn è nato l'11 giugno 1882 in 134 East Springfield Street a Boston, in una famiglia di classe media. Suo padre, che fondò il marchio Coburn & Whitman Shirts, muore quando Alvin ha soli 7 anni. Viene quindi allevato dalla sola madre, Fannie, che esercita un'enorme influenza nella prima parte della sua vita, pur risposandosi durante la sua adolescenza. Nella sua autobiografia, Coburn scrive: «Mia madre era una donna con un forte carattere che provò a dominare la mia vita… Ogni giorno della nostra vita insieme era una lotta».
Nel 1890 gli zii materni regalano ad Alvin una macchina fotografica 4 x 5 Kodak durante una visita della famiglia a Los Angeles. Immediatamente lui si appassiona alla fotografia e sviluppa un notevole talento sia per la composizione visuale che per la tecnica in camera oscura. A 16 anni incontra suo cugino F. Holland Day, che era già un fotografo di fama internazionale molto influente. Day riconosce il talento di Coburn e lo incoraggia a fare della fotografia una professione sotto la sua guida.
Alla fine del 1899 trasloca a Londra insieme alla madre, dove collabora con Day, che era stato invitato dalla Royal Photographic Society a selezionare le stampe dei migliori fotografi americani per una mostra. Porta con sé più di 100 fotografie, incluse nove di Coburn che all'epoca aveva solo 17 anni. Grazie all'aiuto del cugino, Coburn compie un enorme passo in avanti nella sua carriera.

### I primi successi (1900–1905)

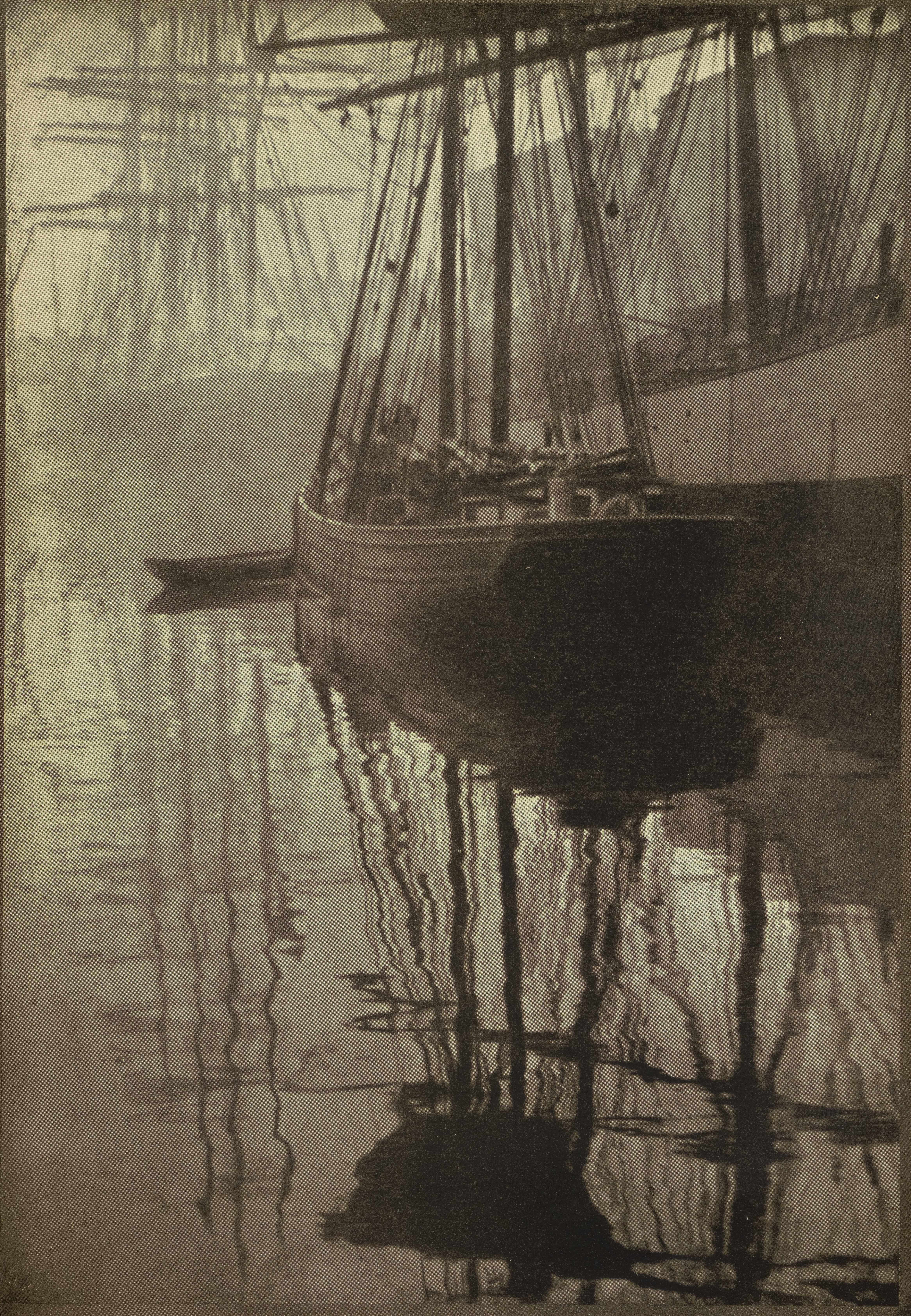
"Spider-webs", di Alvin Langdon Coburn. Fotoincisione pubblicata in Camera Work, No 21, 1908

Le stampe di Coburn alla Royal Photographic Society attirano l'attenzione di un altro importante fotografo, Frederick H. Evans. Evans era uno dei fondatori di Linked Ring, un'associazione di artisti fotografi che all'epoca era considerata la più alta autorità riguardo l'estetica fotografica europea. Nell'estate del 1900 Coburn é invitato ad esporre con loro, fatto che gli dona visibilità come membro dell'élite dei fotografi dell'epoca.
Nel 1901 Coburn trascorre alcuni mesi a Parigi per studiare coi fotografi Edward Steichen e Robert Demachy. Lui e sua madre visitano Francia, Svizzera e Germania per il resto dell'anno.
Al suo ritorno in America nel 1902, Coburn comincia a studiare con la famosa fotografa Gertrude Käsebier a New York. Apre il suo studio fotografico sulla Fifth Avenue frequentando al contempo le lezioni di Arthur Wesley Dow alla School of Art del Massachusetts. Al contempo, sua madre continua a pubblicizzare ovunque il suo lavoro. Stieglitz una volta disse in un'intervista, «Fannie Coburn si sforzò molto per provare a convincere sia Day che me che Alvin era un fotografo più grande di Steichen».
L'anno seguente Coburn diventa un associato di The Linked Ring, di cui è quindi uno dei più giovani membri e fra i pochi americani. A maggio realizza la sua prima personale al Camera Club di New York, e a luglio Stieglitz pubblica una delle sue fotoincisioni in Camera Work, No. 3.
Nel 1904 Coburn ritorna a Londra con l'incarico di fotografare i più grandi artisti e scrittori inglesi per The Metropolitan Magazine. Fra gli altri scatta i ritratti di G. K. Chesterton, George Meredith e H. G. Wells. In questo viaggio incontra il rinomato pittorialista J. Craig Annan a Edimburgo e studia i motivi fotografati dai pionieri della fotografia Hill e Adamson. Sei altre sue immagini sono pubblicate su Camera Work, No. 6 (aprile, 1904). Nel 1905 fotografa l'artista americano Leon Dabo.
Coburn resta a Londra per tutto il 1905 e buona parte del 1906, fotografando sia ritratti che panorami per tutta l'Inghilterra. Fotografa Henry James per la rivista The Century e torna a Edimburgo per una serie di scatti che dovevano essere una visualizzazione del lavoro di Robert Louis Stevenson Edinburgh: Picturesque Notes.

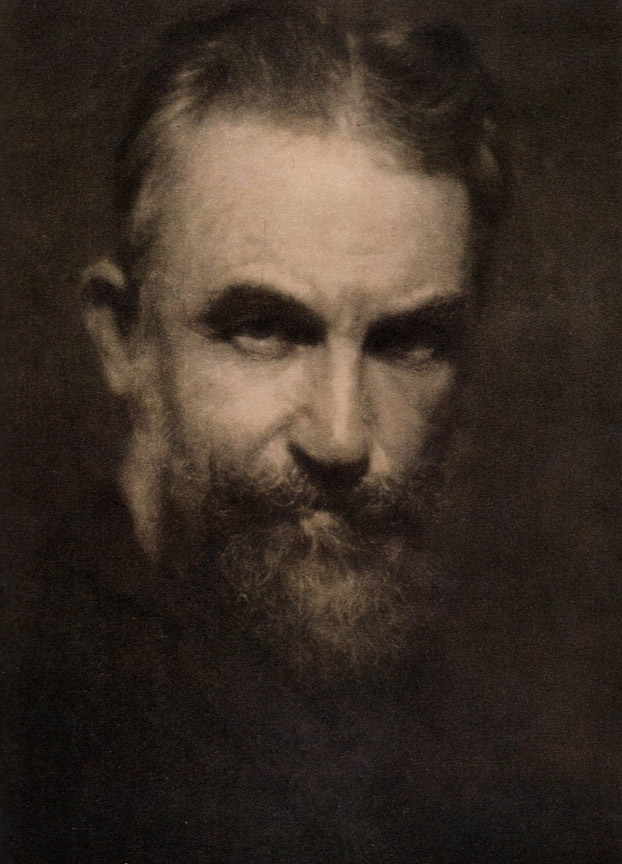
"Bernard Shaw", di Alvin Langdon Coburn. Fotoincisione pubblicata in Camera Work, No 21, 1908

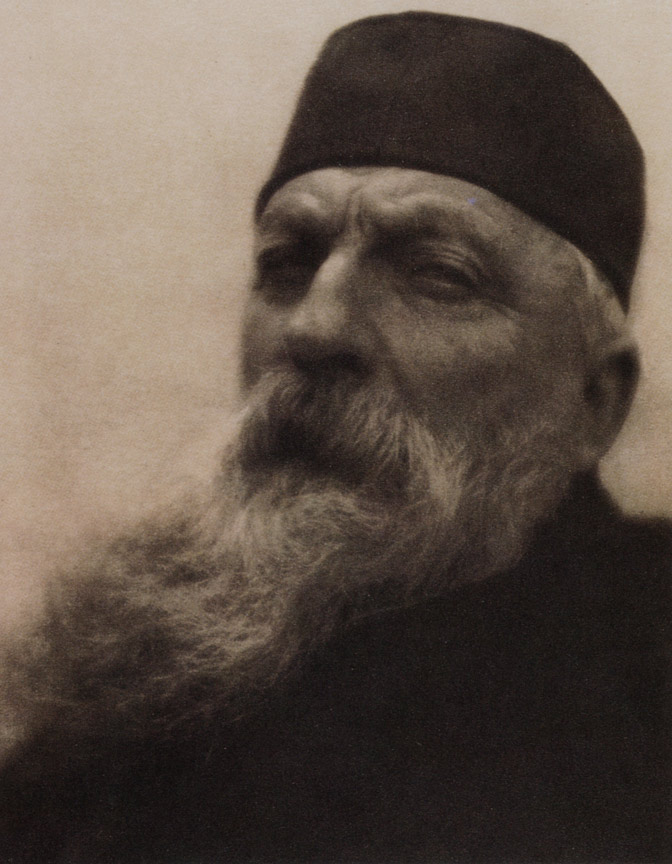
"Rodin", di Alvin Langdon Coburn. Fotoincisione pubblicata in Camera Work, No 21, 1908

### Periodo simbolista (1906–1912)
Gli anni 1906-7 sono stati i più prolifici e importanti per Coburn. Comincia nel 1906 con una personale alla Royal Photographic Society (il catalogo conteneva la prefazione di George Bernard Shaw) e alla Liverpool Amateur Photographic Association. A luglio pubblica altre cinque fotoincisioni su Camera Work (No. 15). Allo stesso tempo studia la tecnica di stampa della fotoincisione al London County Council School of Photo-Engraving. In questo periodo Coburn realizza uno dei suoi più famosi ritratti, quello di George Bernard Shaw nudo nella stessa posa de Il pensatore di Rodin.
Durante l'estate percorre il Mediterraneo in una crociera e visita Parigi, Roma e Venezia in autunno mentre lavora sui frontespizi per un'edizione americana dei romanzi di Henry James. A Parigi vede le fotografie di Steichen colorate con la tecnica dell'autocromia e ne impara il processo.
Nel 1907 Coburn era abbastanza rinomato da farlo definire da Shaw "il più grande fotografo del mondo" nonostante avesse solo 24 anni. Il suo successo prosegue con una personale nella prestigiosa Little Galleries of the Photo-Secession di Stieglitz a New York e organizzando una mostra internazionale alle New English Art Galleries di Londra. Su richiesta del collezionista americano Charles Lang Freer, Coburn torna brevemente negli Stati Uniti per fotografare la sua enorme collezione di arte orientale e di stampe di Whistler. Coburn rimane affascinato dallo stile esotico degli artisti orientali che lo influenzerà sia nella sua fotografia che nel suo pensiero.
Nel gennaio del 1908, altre 12 fotografie di Coburn sono pubblicate da Camera Work (No. 21). Nello stesso numero un articolo non firmato contiene severe critiche nei suoi confronti:
"Coburn è stato per tutta la sua carriera un figlio prediletto… Nessun altro fotografo è stato così intensamente sfruttato o elogiato. A lui piace tutto; si diverte delle opinioni discordanti su lui e sul suo lavoro e, come ogni forte individuo, è conscio di sapere meglio degli altri ciò che vuole e i suoi obiettivi. Il suo unico svago è che si parli di lui."
Si suppone l'autore del pezzo sia Stieglitz, che talvolta si divertiva a promuovere e al contempo sminuire un fotografo, specialmente se questi diventava troppo presuntuoso. Pare le critiche non ebbero molto effetto sul loro rapporto, dal momento che entrambi continuarono a collaborare insieme per molti anni...
In primavera Coburn espone in una nuova personale, stavolta nelle Goupil Galleries a New York. Poco dopo scrive a Stieglitz, «Sto stampando quasi sempre in grigio… considerala una reazione agli autocromi…» In estate visita Dublino, dove realizza i ritratti di W.B. Yeats e George Moore. Continua a viaggiare durante l'anno recandosi in Baviera e in Olanda.
L'anno successivo Stieglitz allestisce la seconda personale di Coburn nella sua galleria, che all'epoca era conosciuta semplicemente come "291". L'unico altro fotografo a cui Stieglitz concesse due mostre personali fu Edward Steichen, questo testimonia l'importanza che Coburn si era guadagnato in quegli anni. Di nuovo a Londra, Coburn compra una nuova casa con un ampio studio dove installa due stampanti. Utilizza le conoscenze apprese alla County Council School per pubblicare un libro di sue fotografie intitolato London.
Coburn torna in America nel 1910, anno in cui espone 26 stampe alla Albright-Knox Art Gallery a Buffalo, New York. Comincia a viaggiare spesso negli Stati Uniti per tutto l'anno successivo, visitando l'Arizona dove fotografa il Grand Canyon e in California per lo Yosemite National Park. Torna a New York nel 1912 e pubblica una serie di suoi scatti nel suo libro New York. Risalgono a questo periodo alcuni dei suoi più noti scatti da punti di osservazione elevati, fra questi il famoso The Octopus.
L'11 ottobre 1912 incontra e sposa Edith Wightman Clement a New York, originaria di Boston. A novembre Coburn e sua moglie tornano in Inghilterra. Coburn compie quindi la sua ventitreesima e ultima traversata transatlantica, in quanto non ritornerà mai più negli Stati Uniti.

### Esplorazioni (1913–1923)
Nel 1913 Coburn pubblica il suo libro più famoso, Men of Mark, confermando i suoi successi. Il libro contiene 33 fotoincisioni ritraenti importanti autori, artisti e statisti europei ed americani, fra questi Henri Matisse, Henry James, Auguste Rodin, Mark Twain, Theodore Roosevelt e Yeats. Nella prefazione del libro scrive:
"Per fare ritratti soddisfacenti è necessario che il soggetto mi piaccia, che io lo ammiri, o che perlomeno io sia interessato. è strano e difficile da spiegare, ma se il soggetto non mi piace questo si noterà nel ritratto. Ho pensato di usare 'Men of Genius' come titolo per questo libro, ma Arnold Bennett ha obiettato sostenendo con molta modestia che non si considera un uomo di genio, ma solo un autore laborioso, rifiutando fermamente di apparire fra gli altri ritratti a meno di un cambio di titolo. Gli ho quindi chiesto di fornirmi un titolo migliore affinché io possa usarlo. 'Men of Mark' è la sua alternativa."
Nel 1915 Coburn organizza la mostra "Old Masters of Photography", alla Royal Photographic Society di London e alla Albright-Knox Art Gallery negli USA. La mostra include molte stampe storiche dalla collezione di Coburn stesso.
L'anno seguente avvengono due eventi chiave nella vita di Coburn. Prima incontra George Davison, fotografo e filantropo con interesse nella Teosofia e Massoneria. Quest'incontro porta Coburn verso un percorso di studi riguardante misticismo, ideali metafisici e druidismo. Successivamente incontra Ezra Pound, che lo introduce al movimento vorticista in Britannia. Questa nuova visione estetica appassiona Coburn che, stimolato dalla sua crescente ricerca spirituale, riesamina il suo stile fotografico. Reagisce con un ardito e distintivo ritratto di Pound, ritraente tre immagini di diverse misure sovrapposte. In breve passa da immagini semi rappresentative a una serie di fotografie astratte che sono considerate fra le prime totalmente non rappresentative mai scattate.
Per queste immagini Coburn inventa uno strumento simile a un caleidoscopio con tre specchi uniti, che, montato sopra l'obiettivo, riflette e scompone l'immagine. Pound definisce questo strumento "Vortoscopio" e le immagini risultanti Vortografie. Realizza solo 18 Vortografie, scattate in circa un mese, eppure sono ancora fra le più dirompenti immagini lasciate dalla fotografia dei primi anni del XX secolo.
Nel 1917 tiene una mostra di vortografie e dipinti al Camera Club di Londra. Aveva cominciato infatti a dedicarsi alla pittura, in uno stile che Ezra Pound definisce Post-Impressionista. La combinazione dei suoi dipinti 'di seconda mano' con le sue decisamente insolite fotografia ottiene critiche contrastanti. Stieglitz in particolare non apprezza il cambio dell'immaginario di Coburn e rifiuta i suoi dipinti per una mostra che stava organizzando.
Il 18 giugno 1919 viene iniziato alla massoneria nella Loggia Mawddach No. 1988 a Barmouth, di cui resta membro sino al 28 settembre 1961. L'interesse di Coburn nella massoneria aumenta e raggiunge il grado di Royal Arch Mason. Si unisce anche alla Societas Rosicruciana e si immerge negli studi metafisici. Dedica quindi la sua vita a questi studi, lasciando la fotografia in secondo piano.
Nel 1922 Coburn torna brevemente alle sue origini pubblicando More Men of Mark, un secondo libro di ritratti a più di dieci anni di distanza dal primo. In questo volume trovano spazio alcune fotografie non pubblicate nel precedente, fra cui i ritratti di Pound, Thomas Hardy, Frank Harris, Joseph Conrad, Israel Zangwill e Edmund Dulac.

### Devozione spirituale (1923–1930)
Nel 1923 Coburn incontra un uomo che avrebbe influenzato il resto della sua vita. Costui era il leader dell'Universal Order, un gruppo religioso comparativo nato dall'Order of Ancient Wisdom, e che organizza conferenze sotto il nome di Hermetic Truth Society e pubblica il quadrimestrale Shrine of Wisdom. L'identità dell'uomo – descritto come oltremodo grande e buono – è nota a Coburn, ma viene nascosta a chiunque non appartenga all'Ordine, seguendo una regola di stretto anonimato. Qualcosa in costui ad ogni modo colpì Coburn, e "la solidità di Coburn come civile, e il seguente disinteresse in tutte le ambizioni mondane si deve alla sua diretta influenza."
Durante gli anni '20 e '30 Coburn aderì completamente al credo dell'Universal Order, che è descritto nella rivista The Shrine of Wisdom come devoto a "Filosofia di sintesi, religione e misticismo". Il suo profondo interesse nel misticismo, particolarmente nella massoneria, occupa gran parte del resto della sua vita. Coburn compie approfondite ricerche sulla storia della massoneria e su aspetti dell'occulto e del misticismo. Tiene numerose conferenze in occasione dei raduni massonici in cui presenta le due ricerche, spostandosi frequentemente in Inghilterra e Galles. Si interessa anche in modo particolare ai riti cerimoniali, al loro compimento, origine e simbolismo.
Nel 1927 Coburn diventa un Ovate onorario del Gorsedd gallese, o Concilio dei Druidi, e assume il nome gallese "Maby-y-Trioedd" (Figlio delle Triadi).
Nel 1928 sua madre muore. Ella influenzò grandemente la sua vita, e la sua morte fu per lui un ulteriore segno della giustezza della sua rinnovata devozione religiosa.

### Gli ultimi anni (1931–1966)

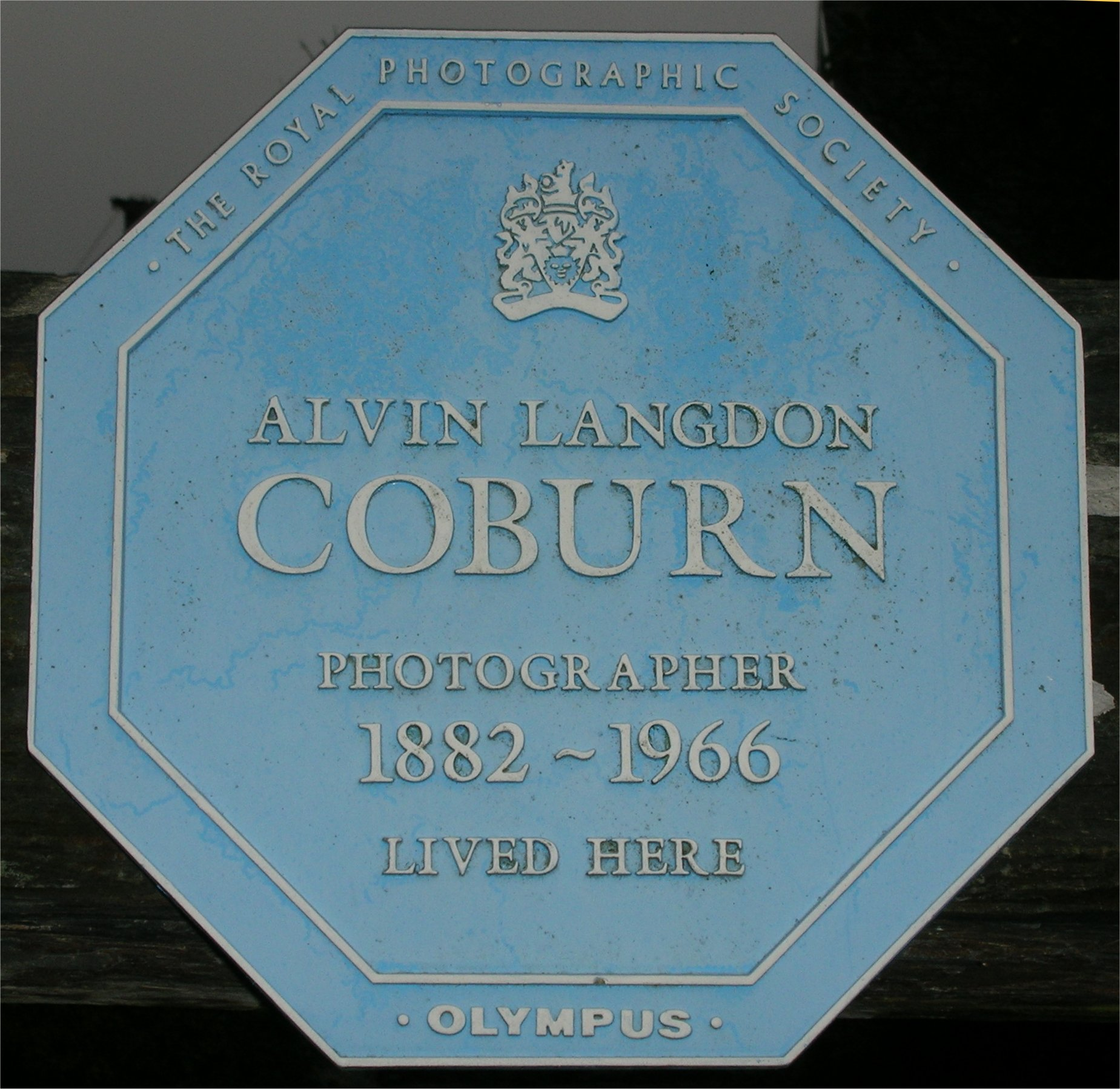
Targa blu sulla sua casa di Harlech, North Wales

Alla data del 1930 Coburn non coltiva più quasi nessun interesse nella fotografia. Decide che il suo passato non gli è più molto utile e durante l'estate distrugge circa 15.000 vetri e negativi – quasi la produzione della sua intera vita. Quello stesso anno dona la sua ricca collezione di fotografie contemporanee e storiche alla Royal Photographic Society.
Un anno più tardi scrive la sua ultima lettera a Stieglitz, e da qui in poi scatta solo pochissime nuove fotografie. Ironicamente, solo dopo avere quasi completamente smesso con la fotografia Coburn viene eletto membro onorario della Royal Photographic Society.
Coburn diventa cittadino britannico nel 1932, dopo avere vissuto in Inghilterra per più di venti anni.
Nel 1945 trasloca da Harlech, North Wales a Rhos-on-Sea, Colwyn Bay, sulla costa nord del Galles. Trascorre qui il resto della sua vita.
La moglie Edith muore l'11 ottobre 1957, giorno del suo 45º anniversario di matrimonio.
Coburn muore nella sua casa nel nord del Galles il 23 novembre 1966.
Nel 1983 viene organizzata la collettiva "London by Night" . Oltre  a Alvin Langdon Coburn, espongono i fotografi Tish Murtha, Nick Turpin, Rut Blees Luxemburg, Bill Brandt.